# Bruno Cormerais
Bruno Cormerais, né le 17 juillet 1969 à Lagny-sur-Marne, est un boulanger français, meilleur ouvrier de France (2004), et animateur de l'émission La Meilleure Boulangerie de France sur la chaîne de télévision M6.

## Biographie

### Enfance, jeunesse et formation
Enfant ayant grandi à la campagne, Bruno Cormerais développe son goût pour la cuisine auprès de sa mère et de sa grand-mère. Par ailleurs, son arrière-grand-mère a été cuisinière pour les Rothschild. À l'âge de 16 ans, il débute un apprentissage réalisé dans le fournil d’un ami de ses parents à Gouvernes. Il obtient son certificat d'aptitude professionnelle (CAP) de boulanger en 1986, puis celui de pâtissier l'année suivante, et enfin son brevet de maîtrise (BM) en boulangerie en 1992 à Montévrain, puis à Villeneuve-le-Comte. Entre-temps, en 1989, il fait son service militaire pendant lequel il est envoyé à Berlin, où il assiste à la chute du mur.

### Carrière
Pendant 17 années, il est boulanger conseil d’un meunier se déplaçant de boulangeries en boulangeries pour enseigner la fabrication du pain au levain notamment.
Durant sa carrière, Bruno Cormerais participe à plusieurs concours. Ainsi, en 2004, il est sacré Meilleur ouvrier de France en boulangerie après 4 années d'entraînement, puis devient propriétaire d'une boulangerie à Bussy-Saint-Georges (Seine-et-Marne) 3 ans plus tard,,, avant de céder le commerce à Nadège et Gilles Garochau en 2018. Il a aussi été récompensé de plusieurs distinctions : Médaille d’or à la Foire d’Arpajon, Médaille d’Argent à Romorantin et la Médaille d’Argent Baguette de Paris, entre autres.
En 2013, âgé de 44 ans, il devient co-animateur d'une émission populaire en France, La meilleure boulangerie de France : de 2013 à 2015 avec le boulanger Gontran Cherrier, puis à partir de 2016 avec le chef cuisinier Norbert Tarayre. À partir de 2023, c'est Noëmie Honiat qui participe à la co-animation de l'émission avec lui .
En avril 2021, il ouvre une nouvelle boulangerie au côté d’un meunier à Gien dans le Loiret. Il réédite cela en janvier de l’année suivante à Bourcefranc-le-Chapus en Charente-Maritime en s'associant avec deux boulangers, Étienne Rousseau et Tony Gibier.

### Vie privée
Bruno Cormerais est en couple et a une fille. Ses parents et son frère habitent à Gien.

## Distinctions honorifiques: spécialité boulangerie
- Meilleur Ouvrier de France (2004)
- Médaille Or à la Foire d'Arpajon
- Médaille Argent à Romorantin et Baguette de Paris
- Médaille Bronze à Bourges
- Chevalier du Mérite Agricole (décret ministériel 2019)